# 이소분나이역
이소분나이역(일본어: 磯分内駅)은 일본 홋카이도 가와카미 군 시베차정에 위치한 홋카이도 여객철도 센모 본선의 철도역이다. 역 번호는 B62이며, 단선 승강장 1면 1선의 구조를 갖춘 지상역이다.

## 역 주변
- 국도 제391호선

## 역사
- 1929년 8월 15일 : 일본국유철도 시베차 - 데시카가 간 개업과 함께 설치. 일반역.
- 1936년 12월 1일 : 홋카이도 제당 이소분나이 공장 조업 개시에 수반해 전용측선 총연장 6,495 km 사용 개시.
- 1940년 11월 1일 : 홋카이도 제당 이소분나이 공장 전용측선을 전용 철도로 변경.
- 1970년 3월 31일 : 일본첨재제당 이소분나이 공장을 전용철도와 함께 호쿠렌 농업협동조합연합회로 매각.
- 1982년 9월 10일 : 화물 취급 폐지. 유키지루 유업 이소분나이 공장까지 전용선이 연장되어 있어, 공장에서 사용되는 석유나 제품의 화물 수송을 실시하였다.
- 1984년 2월 1일 : 소화물 취급 폐지.
- 1986년 11월 1일 : 역무원 배치 종료, 간이 위탁화. 급행 '시레토코'가 폐지되어, 이 역으로 정차하는 우등열차가 없어짐.
- 1987년 4월 1일 : 일본국유철도 분할 민영화에 의해, 홋카이도 여객철도가 승계.
- 1992년 4월 1일 : 간이 위탁 폐지, 완전 무인화.

## 인접 역
| 홋카이도 여객철도 센모 본선 | 홋카이도 여객철도 센모 본선 | 홋카이도 여객철도 센모 본선   |
| --------------------------- | --------------------------- | ----------------------------- |
| B 64 마슈 아바시리 방면     | ■ 센모 본선                 | 시베차 B 61 히가시쿠시로 방면 |